# End of Days
End of Days is een horror en thriller speelfilm van Peter Hyams. De film werd uitgebracht in 1999, vlak voor de eeuwwisseling naar het jaar 2000. In End of Days zou het Duizendjarig rijk eindigen op het moment van de overgang naar dit nieuwe millennium en zou Satan nog één keer worden losgelaten door God.
De film bracht in totaal $211.989.043 op. Hiervan kwam $66.889.043 uit de Verenigde Staten en $145.100.000 uit het buitenland.

## Verhaal
In deze speelfilm kroop de duivel in het lichaam van een man, gespeeld door Gabriel Byrne. Hij had als wens om rond de overgang naar het nieuwe millennium de 20-jarige Christine York (gespeeld door Robin Tunney) zwanger te maken. Ze werd in 1979 geboren en groeide op zonder ouders. Haar stiefmoeder (gespeeld door Rainer Judd) voedde haar op en ze gingen wonen in New York.
De oud-politieagent en nu bodyguard Jericho Cane (gespeeld door Arnold Schwarzenegger), wist een kogel voor de man af te weren die later de duivel zou zijn. Hij achtervolgde de dader en het bleek dat deze een priester zonder tong was die hem uit wilde schakelen.
Het Vaticaan kwam eveneens Christine op het spoor en enkele priesters probeerden haar ook uit de weg te ruimen. Jericho Cane wist dit te verhinderen, maar ze dook uiteindelijk toch onder in een kerk. Het werd vervolgens de taak van Jericho om de duivel te stoppen en te voorkomen dat hij zou slagen in zijn plan om Christine zwanger te maken.

## Rolverdeling
| Acteur                | Personage                  | Opmerkingen |
| --------------------- | -------------------------- | ----------- |
| Hoofdrollen           |                            |             |
| Arnold Schwarzenegger | Jericho Cane               |             |
| Gabriel Byrne         | Satan                      |             |
| Robin Tunney          | Christine York             |             |
| Kevin Pollak          | Bobby Chicago              |             |
| Bijrollen             |                            |             |
| Udo Kier              | Hoofdpriester              |             |
| Rod Steiger           | Pater Kovak                |             |
| Miriam Margolyes      | Mabel                      |             |
| CCH Pounder           | Rechercheur Margie Francis |             |
| Derrick O'Connor      | Thomas Aquinas             |             |
| Rainer Judd           | Christines moeder          |             |

## Prijzen en nominaties
De film won in 1999 één prijs en is in 2000 zes keer genomineerd:

### Prijzen
- Bogey Award, de Box Office Germany Award, de Box Office Award van Duitsland

### Nominaties
Positieve nominaties
- Blockbuster Entertainment Award: Favoriete acteur: Arnold Schwarzenegger
- Blockbuster Entertainment Award: Favoriete bijrol: Kevin Pollak
- Golden Reel Award: Beste geluidsbewerking, muziek

Negatieve nominaties
- Golden Raspberry Award: Slechtste acteur: Arnold Schwarzenegger
- Golden Raspberry Award: Slechtste regisseur: Peter Hyams
- Golden Raspberry Award: Slechtste bijrol: Gabriel Byrne

## Trivia
- Dit is de eerste film waarin Arnold Schwarzenegger een persoon speelt die dood gaat.
- Het was de bedoeling dat de rol van Christine York door Kate Winslet gespeeld zou worden. Uiteindelijk werd dit Robin Tunney.
- Sam Raimi werd gevraagd als regisseur van de film, maar hij koos ervoor om For Love of the Game (1999) te regisseren.
- Marcus Nispel zou oorspronkelijk de film gaan regisseren.
- Het wapen dat Schwarzenegger aan het einde van de film gebruikt is een Heckler & Koch MP5.